# Памятник освобождению геев и лесбиянок
Памятник освобождению геев и лесбиянок (англ. Gay Liberation Monument) — памятник, расположенный в нью-йоркском гей-квартале Кристофер-стрит около исторического бара Стоунволл-инн. Монумент возведён в честь произошедших на этом месте в 1969 году Стоунволлских бунтов, считающихся началом освободительного движения геев и лесбиянок и массового движения за права ЛГБТ в целом. Памятник, созданный по проекту художника Джорджа Сигала, был торжественно открыт 23 июня 1992 года.
Дубликат скульптур установлен в 1984 году около кампуса Стэнфордского университета в Пало-Альто.
Памятник был создан в 1980 году, на семь лет раньше амстердамского Гомомонумента, став тем самым первым в мире публичным произведением искусства, посвящённым борьбе гомосексуалов за свои права.

## Исторический контекст
В США конца 60-х годов гомосексуалы подвергались уголовному преследованию. Кроме того, существовали многочисленные дискриминационные законы, как то запрет танцевать однополым парам или запрет продавать геям алкоголь. Полиция регулярно проводила рейды по подпольным гей-барам, унижая и арестовывая посетителей. В ночь на 28 июня 1969 года в баре Стоунволл-инн на улице Кристофер-стрит публика заведения неожиданно оказала сопротивление очередному рейду. В течение недели после этого в гей-квартале шли столкновения с полицией и спонтанные демонстрации против узаконенной государством дискриминации геев и лесбиянок. Данные события, названные Стоунволлскими бунтами, считаются началом освободительного движения геев и массового движения за права ЛГБТ в целом. По словам историка Дэвида Картера, они «были для гей-движения тем же, чем падение Бастилии было для начала Великой французской революции».
Освободительное движение 70-х годов, пришедшее на смену малочисленному, неуспешному и консервативному гомофильному движению, требовало радикальных перемен в обществе. Под «освобождением геев и лесбиянок» понималось не только отмена дискриминационных законов и правовое закрепление принципа равенства вне зависимости от сексуальной ориентации, но и избавление общества от гомофобии, сексизма и расизма, преодоление маргинального положения гей-сообщества, его раскрепощение. К концу 70-х годов освободительное движение добилось определённых положительных сдвигов, и именно в это время появляется идея создания памятника.

## Техника создания
Реализация проекта была поручена известному американскому художнику поп-арта и основателю энвайронмента Джорджу Сигалу. Памятник освобождению геев и лесбиянок является характерной для него работой, что выражается в скромности оформления и вовлечении окружающего пространства в художественную композицию.
После тщательного обдумывания проекта и пробных эскизов будущей композиции скульптур Джордж Сигал использовал живые модели для того, чтобы сделать с них слепки с помощью техники гипсового бинтования. Причём прототипами для памятника геям и лесбиянкам стали реальные однополые пары — Дэвид Б. Бойс с другом и Лесли Коэн с Бет Сускин (отметившие в 2011 году 35 лет совместной жизни). Полученные после высыхания гипса слепки сопоставлялись в единое целое и дорабатывались. Благодаря такой технике изготовления грубая текстура поверхности скульптуры сочеталась с реалистичностью её образа. По форме полученных гипсовых моделей методом двойного литья создавались бронзовые фигуры памятника.

## Строение

Скульптура и прохожие. Иллюстрация принципа энвайронмента. Двухэтажное здание с радужным флагом на заднем плане — легендарный бар Стоунволл-инн.

Памятник представляет собой композицию из четырёх человеческих фигур в натуральную величину: стоящей мужской пары и в нескольких метрах от неё сидящей на обычной скамейке женской пары. Реалистичность и одновременно импрессионистическая нечёткость скульптур сочетается с их абсолютной белизной, характерной для большинства произведений художника и призванной устранить отвлекающие внимание подробности. Важной особенностью работ Сигала является сочетание скульптуры с реальными бытовыми предметами и размещение его в пространстве улицы. Памятник расположен напротив исторического гей-бара Стоунволл-инн в сквере Кристофер-парка так, что сесть на его скамейки или стоять рядом со скульптурами может любой прохожий. Причём неосведомлённый турист скорее всего не найдёт в памятнике ничего необычного и может даже не заметит его. Только мемориальная доска с поясняющим текстом, находящаяся позади скамейки, поясняет значение скульптур. Такое вовлечение арт-объекта в окружающую среду является главным принципом энвайронмента.
Искусствовед Морга Хоббс Томпсон отмечает, что образы памятника не соответствуют внешнему виду поколения людей, участвующих в 1969 году в Стоунволлских бунтах. Мужчины похожи друг на друга как «клоны», одеты в обтягивающие джинсы, лёгкие рубашки и кожаную куртку, имеют опрятную причёску. Они подчёркнуто мужественны и даже мачо, без намёка на феминность. Женщины одеты в просторную, не кричащую, асексуальную одежду, свободные джинсы, спортивные туфли на каблуках, одна из них имеет короткую стрижку. Всё это характерно для конца 70-х годов, когда освободительное движение уже добилось определённых прав и поменяло культуру сообщества геев и лесбиянок, сделав его более открытым и одновременно объявив новые идеалы внешнего облика.
По иронии судьбы скульптура, посвящённая борьбе за права человека, соседствует с памятником генералу Филипу Шеридану, печально известному фразой «хороший индеец — мёртвый индеец».

## Символика
Фигуры памятника характеризуются лёгкостью и отсутствием напряжения, в них нет драматичного надрыва. Их позы естественные и спокойные, уверенные в себе, и при этом повседневные, обыденные. Это наглядная иллюстрация комфорта и свободы, к которым стремилось освободительное движение геев и лесбиянок. Задачей Сигала было показать нормальность и естественность гомосексуальных отношений, отойти от стереотипов кричаще-сенсационных и излишне сексуализированных образов, которые распространены в СМИ и обществе. Для времени создания памятника это было революционным заявлением.
В своём творчестве Сигал предавал большое символическое значение физическим жестам: позы фигур выразительно романтичные, прикосновения означают поддержку друг друга. Мужчина держит возлюбленного за плечо, женщины нежно взялись за руки, положив запястья на колено одной из них. Сигал стремился показать силу любви и дружеского общения, совершенность такой связи. С другой стороны, художник хотел подчеркнуть физический аспект взаимоотношений: проникновенные взгляды иллюстрируют привязанность, а прикосновения фигур показывают физическую близость. Джордж Сигал: «Скульптуры концентрируются на нежности, мягкости и чувствительности, выраженных в жесте. Это тонкая иллюстрация мысли, что гомосексуальные люди чувствуют также как и другие».
Профессор Клод Дж. Саммерс отмечает, что приземлённая действительность скульптур имеет политический оттенок. По его мнению, оттенок задаётся не только названием памятника, но просто той тихо и безупречно выраженной идеей, что стремление геев и лесбиянок ничем не отличаются от стремлений гетеросексуальных пар к простым, преданным отношениям. В данном случае личное сделано политическим не столько художником и его скульптурами, сколько социальным и юридическим контекстом, предполагающим запрет на естественную человеческую потребность любить и быть любимым. Искусствовед Джозеф Диспонцио также указывает на политическую подоплёку памятника. Он отмечает, что бурные дискуссии вокруг установки памятника сыграли важную роль в либерализации отношения общества к гомосексуалам.
Дэрил Линдси считает, что скульптура Сигала имеют важное значение для гей-культуры. Она помогает представителям подрастающего поколения, только открывающим свою сексуальность, осознавать своё человеческое достоинство и гордится тем, кто они есть. Памятник указывает им на реальность достижения гомосексуалами личного счастья, против до недавнего времени широко бытовавших стереотипов об одиночестве и психической болезни.
Искусствоведы Дэвид Б. Бойс и Морга Хоббс Томпсон отмечают, что в разные исторические периоды восприятие памятника менялось в зависимости от политического и социального контекста данного времени. Бойс также обращает внимание на сохраняющуюся разницу в понимании значения монумента разными поколениями. Для пожилых геев и лесбиянок он является символом революционного перелома Стоунволла, конца эпохи, когда изображённое проявление чувств было невозможно из-за угрозы уголовного наказания или линчевания. Для поколения 70-х годов — это напоминание о надеждах юности, борьбе за права, открытости и сексуальной раскрепощённости. Геи, встретившие в 80-х годах первую волну эпидемии СПИДа, воспринимают несколько печальный образ фигур, которые как бы утешают друг друга, как дань памяти тысячам погибших от болезни людей. Для молодого поколения 90-х — это символ общественного приятия, что уже существует и принадлежит им, а также метафора признания однополых браков.

## История

### Создание
Идея создания памятника освобождению геев и лесбиянок в десятую годовщину Стоунволлских бунтов была предложена Брюсом Веллером, одним из основателей правозащитной ЛГБТ-организации «NGLTF». Если бы его идея увенчалась успехом и монумент открылся в 1979 году, то это был бы первый в мире установленный памятник, посвящённый борьбе гомосексуалов за свои права. В 1977 году Брюс Веллер обратился со своим предложением к филантропу и меценату, основателю «Фонда Милдред Эндрюс» Питеру Патнэму. По условиям конкурса памятник должен был отражать «заботу и любовь, привязанность как отличительную черту гомосексуальных людей… и равное представительство мужчин и женщин». Кроме того, Питер Пантэм настаивал на том, что скульптура должна быть установлена на общественной земле или нигде вообще. При этом организаторы заранее отвергли абстрактное искусство.
Филантроп Питер Патнэм был известен либеральными политическими взглядами. Его поддержкой пользовались различные правозащитные и социальные организации, движение за гражданские права чернокожих. Патнэм считал, что для изменения ситуации с правами геев нужна серьёзная идеологическая основа и что сила искусства способна помочь создать площадку для общественной дискуссии и переосмысления.
Брюс Веллер был убеждён, что памятник такому ключевому событию для гей-сообщества как Стоунволл должен был выполнить художник, который сам имел гомосексуальную ориентацию. Однако поиски его были тщетными. Все к кому он обращался отказывались, поскольку скрывали от общества свою личную жизнь и боялись, что их участие в создании такого памятника раскроет тайну и тем самым навредит их карьере в искусстве. В частности, предложения отклонили Луиза Невельсон и Ричард Хант. В итоге было решено предложить стать автором памятника признанному скульптору Джорджу Сигалу. Он был гетеросексуалом, однако имел удачный опыт произведений гомосексуальной тематики, такие как «Подруги» (1969), «Закусочная» (1968), «Любовники в кровати 1» (1976). Кроме того, он был давним другом многих геев-деятелей искусства того времени, в частности Роберта Раушенберга и Джона Кейджа. Сигал сначала не был уверен может ли он взяться за данную работу, поскольку разделял мнение Веллера о необходимости для неё автора-гомосексуала. Однако потом художник решил, что поскольку он сопереживает проблемам геев, видя в них прежде всего людей, то он не может отказаться от участия в конкурсе. Проект Сигала был признан наиболее соответствующим условиям конкурса.
Искусствовед Морга Хоббс Томпсон отмечает, что организация Веллера была одной из радикальных групп освободительного движения геев 70-х годов (ФОГ и ГАА), которые как и феминистки второй волны провозглашали «личное политическим». Поэтому в условиях конкурса изначально было прописано то, что скульптурная композиция принципиально должна была носить личностный и одновременно политический характер. С другой стороны, образы памятника были адаптированы к «общественной норме» (моногамии и долгосрочности отношений), и при этом намеренно был снижен градус сексуальной раскрепощённости, характерной в 70-х для геев и некоторых групп лесбиянок. Такое консервативное решение стало результатом компромисса между стремлением гей-активистов и настроениями общества. Подобная тактика более характерна для реформаторского гей-движения 80-х годов. Кроме того, Веллер был близок с активистками лесбийского феминизма, и именно поэтому памятник подчёркнуто включает в себя равное представительство мужчин и женщин.
Первоначально планировалось создать две скульптуры. Одну предполагалось установить в Нью-Йорке неподалёку от бара Стоунволл-инн в Кристофер-парке (Шеридан-парке), где и произошли исторические события. А вторую — в Лос-Анджелесе, где начинал свою деятельность фонд Веллера. Скульптуры были отлиты в 1980 году в Нью-Джерси и впервые продемонстрированы публике 30 сентября того же года.

### Памятник в Нью-Йорке
Первоначально предложение о создании памятника, опубликованное 21 июля 1979 года в The New York Times, не вызвало никакой значимой полемики. Однако установка скульптуры, задуманной как подарок городу, требовала согласования с целым рядом городских организаций и общественных групп. Начало этого процесса спровоцировало бурные дебаты. Большинство политических деятелей Гринвич-Виллидж (в том числе конгрессмены от округа Теодор Вайс и Белла Абзуг, газета The Village Voice и городской директор исторических парков) одобрили проект. Однако многие местные жители высказывали протест планам установки. В основном это были религиозно мотивированные представители общины итальянских католиков. Они категорически выступали против памятника, точно также как выступали против геев и лесбиянок, которые предпочитали селиться в районе Кристофер-стрит, постепенно превращая его в гей-квартал. Религиозным жителям не нравилось то, что благодаря монументу гомосексуалы фактически будут открыто присутствовать на улицах города. Они видели в памятнике «прославление безнравственности». Другие возражали якобы на том основании, что скульптура слишком большая для парка и не соответствует архитектуре района. Также высказывались опасения, что памятник будет привлекать «нежелательных элементов» (вандалов, пьяниц и геев). На этом фоне даже поступали анонимные письма и телефонные звонки с угрозами взорвать скульптуры.
Некоторые геи и лесбиянки тоже критически отзывались о проекте. Радикальные активисты считали, что автором памятника такому ключевому историческому моменту как Стоунволлские бунты должен был быть гомосексуал, а выбирать лучший вариант должно было гей-сообщество. Другие возмущались, что скульптуры мужчин напоминают круизинг-клонов. Третьи считали их мрачными и недостаточно выражающими образ геев и лесбиянок. Четвёртые жаловались на их обыденность, в то время как сами хотели более торжественного памятника.
Ряд искусствоведов осудил скульптуру как скучную, «мертвецки мрачную» и излишне консервативно изображающую гомосексуальные отношения. Критик Хилтон Крамер назвал памятник банальным, сентиментальным и слащавым, представляющим собой пропагандистское клише. Его коллега Майкл Бренсон высказался в том же ключе. С поддержкой работы Сигала выступили критики Кэрри Рики и Ричард Голдстайн, назвавшие монумент новой альтернативой публичной скульптуры и отметившие его компромиссность.
К 1982 году проект одобрили городская комиссия по искусству, районный общественный совет и межевая комиссия. Однако городские власти, ссылаясь на различные причины (общественное мнение, ремонтные работы, смерть дарителя, смену мэра и т. д.), не выдавали разрешения для установки памятника. В связи с этим было принято решение о поиске другого места. Гарвардский университет отказался принять памятник. Мэдисонский центр искусства вместе с местными гей-активистами предложили установить скульптурную группу в парке Ортон в столице штата Висконсин. Идея вызвала протест местных религиозных групп, однако городская администрация одобрила проект. Памятник простоял в парке с 1986 по 1991 год, периодически участвуя в выставках. Местные жители относились к нему позитивно и даже надевали зимой на фигуры шарфы и шапки. Однако при этом памятник подвергся вандальской атаке минимум один раз.
В начале 90-х ЛГБТ-сообщество начинает играть в Нью-Йорке всё большую политическую роль. В 1990 году при его поддержке выигрывает выборы мэра демократический кандидат Дэвид Динкинс, ставший таким образом первым афроамериканцем на этом посту. В 1991 году на выборах в парламент Нью-Йорка побеждают Том Дуэйн и Дебора Глик, первые открытые гей и лесбиянка среди депутатов города. В результате в 1992 году власти Нью-Йорка наконец согласились установить памятник на первоначально предложенном месте напротив исторического бара Стоунволл-инн. Торжественная церемония открытия состоялась 23 июня в присутствии мэра Дэвида Динкинса, комиссара по паркам Бетси Готбом и художника Джорджа Сигала. Она не сопровождалась акциями протеста. Это объяснялось тем, что религиозные жители квартала к тому времени или уже умерли, или переехали в другой район.
Однако споры в гей-сообществе возникли с новой силой, показав выраженные разногласия внутри ЛГБТ-сообщества: между радикалами и реформаторами, лесбиянками и геями, разными поколениями. На художника посыпались многочисленные и противоречивые упрёки. Некоторые, по-прежнему, резко высказывали недовольство по поводу выбора негомосексуального автора и отсутствия консультаций с гей-сообществом при выборе проекта. Сигала также упрекали в слишком подробной или наоборот недостаточной выразительности образа. Говорилось о преждевременности создания памятника, поскольку на начало 90-х годов ещё не было достигнуто полного равноправия. Другие, наоборот, отмечали, что памятник слишком тесно связан с идеологией 70-х и не отражает современность. Некоторые считали, что памятник Стоунволлу слишком обыденный для такого великого события. Звучали обвинения в элитизме, в том, что скульптуры не иллюстрирует полностью ЛГБТК-сообщество, поскольку изображают лишь мейнстримовую белую молодую пару среднего класса, состоящую в долгосрочных отношениях. В то время как в Стоунволлских бунтах принимали участие маргинальные члены гей-сообщества. Защитники памятника возражали, что ориентация художника не влияет на выразительность и прочувствованность создаваемого им образа. Они отмечали, что Сигал был одним из ведущих скульпторов того времени, в резюме которого уже были признанные работы гомосексуальной тематики, а моделями для памятника выступили реальные однополые пары. Кроме того, как утверждал Брюс Веллер, все художники-гомосексуалы сопоставимого уровня, большинство из которых не решались на каминг-аут, были отклонены комиссией. В конечном итоге постепенно споры сошли на нет и памятник стал одной из популярных достопримечательностей города.

### Памятник в Стэнфордском университете

Скульптура около кампуса
Стэнфордского университета в Пало-Альто.

Были проблемы и с установкой скульптур, изготовленных для Лос-Анджелеса, поскольку местные власти отказались принять работу. После этого активисты начали искать в Калифорнии альтернативные места. Было предложено установить памятник около кампуса Стэнфордского университета в Пало-Альто, который славился своей общественной скульптурой. После долгих препирательств, утверждения двумя советами преподавателей, президентом университета и попечительским советом, решение было одобрено. Памятник был открыт в феврале 1984 года.
Скульптуры неоднократно подвергались атакам вандалов. Через несколько месяцев после открытия неизвестные 40 ударами молотка повредили головы и торсы фигур. Памятнику был причинён значительный ущерб, и его пришлось переместить в хранилище. Скульптура была отреставрирована и возвращена на место через год, однако вскоре снова подверглась атаке — на мужскую пару нанесли надпись «СПИД». В 1994 году несколько пьяных игроков футбольной команды университета облили памятник чёрной краской и разрушили одну из скамеек. Виновных нашли и судили. ЛГБТ-активисты настаивали на квалификации дела как преступления на почве ненависти. Однако нападавших в итоге осудили за вандализм, приговорив к условным срокам и общественным работам, поскольку преступление на почве ненависти предполагало покушение на физическое лицо. Судья также обязал подсудимых пройти уроки по квир-исследованиям. Атаки на памятник спровоцировали общественную дискуссию вокруг проблемы насилия над ЛГБТ и способствовали развитию правозащитных групп.